# Championnat du Brésil de football de troisième division
Le championnat du Brésil de football de troisième division, appelé Brasileiro Série C ou Série C, est une compétition annuelle de football disputée entre les clubs brésiliens. Il constitue le troisième niveau de la hiérarchie du football brésilien. Cette compétition a été créée en 1981, bien qu'elle n'ait vraiment lieu tous les ans que depuis 2001. Le premier champion est un club de Rio de Janeiro, l'Olaria AC.

## Format
Depuis 2022, le championnat se joue en trois phases. Lors de la première phase les 20 équipes se rencontrent une fois. Les huit premiers sont qualifiés pour la deuxième phase, les quatre derniers sont relégués en Serie D.
Lors de la deuxième phase, les huit équipes sont réparties dans deux groupes de quatre où elles se rencontrent en match aller et retour. Les deux premiers de groupe sont promus en Serie B (au total quatre promotions).
Les deux premiers de groupe jouent la finale en match aller et retour pour déterminer le champion de Serie C.

## Palmarès
| Année | Champion                     | Vice-champion              |
| ----- | ---------------------------- | -------------------------- |
| 1981  | Olaria AC (1)                | AA Santo Amaro             |
| 1982  | Pas de championnat           | Pas de championnat         |
| 1983  | Pas de championnat           | Pas de championnat         |
| 1984  | Pas de championnat           | Pas de championnat         |
| 1985  | Pas de championnat           | Pas de championnat         |
| 1986  | Pas de championnat           | Pas de championnat         |
| 1987  | Pas de championnat           | Pas de championnat         |
| 1988  | União São João (1)           | Esportivo                  |
| 1989  | Pas de championnat           | Pas de championnat         |
| 1990  | Atlético Goianiense (1)      | América Mineiro            |
| 1991  | Pas de championnat           | Pas de championnat         |
| 1992  | Tuna Luso (1)                | Fluminense de Feira        |
| 1993  | Pas de championnat           | Pas de championnat         |
| 1994  | Ferroviária (1)              | Grêmio Novorizontino       |
| 1995  | XV de Novembro SP (1)        | Volta Redonda FC           |
| 1996  | Vila Nova FC (1)             | Botafogo de Ribeirão Preto |
| 1997  | Sampaio Corrêa FC (1)        | CA Juventus                |
| 1998  | Avaí FC (1)                  | AD São Caetano             |
| 1999  | Fluminense FC (1)            | São Raimundo EC            |
| 2000  | Pas de championnat           | Pas de championnat         |
| 2001  | Etti Jundiai (1)             | Mogi Mirim EC              |
| 2002  | Brasiliense FC (1)           | Marília AC                 |
| 2003  | Ituano FC (1)                | EC Santo André             |
| 2004  | União Barbarense (1)         | SE Gama                    |
| 2005  | Clube do Remo (1)            | América RN                 |
| 2006  | Criciúma EC (1)              | EC Vitória                 |
| 2007  | CA Bragantino (1)            | EC Bahia                   |
| 2008  | Atlético Goianiense (2)      | Guarani FC                 |
| 2009  | América Mineiro (1)          | ASA                        |
| 2010  | ABC (1)                      | Boa Esporte                |
| 2011  | Joinville EC (1)             | Ipatinga FC                |
| 2012  | Oeste FC (1)                 | ADRC Icasa                 |
| 2013  | Santa Cruz FC (1)            | Sampaio Corrêa FC          |
| 2014  | Macaé Esporte (1)            | Paysandu SC                |
| 2015  | Vila Nova FC (2)             | Londrina EC                |
| 2016  | Boa Esporte (1)              | Guarani FC                 |
| 2017  | CSA (1)                      | Fortaleza EC               |
| 2018  | Operário de Ponta Grossa (1) | Cuiabá EC                  |
| 2019  | Clube Náutico (1)            | Sampaio Corrêa FC          |
| 2020  | Vila Nova FC (3)             | Clube do Remo              |
| 2021  | Ituano FC (2)                | Tombense FC                |
| 2022  | Mirassol FC (1)              | ABC                        |
| 2023  | Amazonas (1)                 | Brusque                    |
| 2024  | Volta Redonda (1)            | Athletic                   |